# Schwarzach am Main
Schwarzach am Main vásárjogú település Németországban, azon belül Bajorországban. Lakosainak száma 3683 fő (2023. december 31.).

## Története
A münsterschwarzachi apátság 8. századi alapítása különösen fontos volt a Schwarzach-medence számára. A würzburgi herceg-püspök befolyása a medencere évszázadokon át tartó kapcsolat volt.
Schwarzach falut először egy 1326-ból származó dokumentum említi. Az apátság 19. század eleji szekularizációja mélyreható beavatkozást jelentett a gazdasági és társadalmi struktúrába.
Az apátság és körnéké 1803-ig a würzburgi főapátsághoz, majd Bajor Választófejedelemséghez tartozott. A Würzburgi Nagyhercegségben eltöltött átmeneti időszak után a körnék végül 1814-ben a Bajor Királysághoz került.

## Közigazgatás

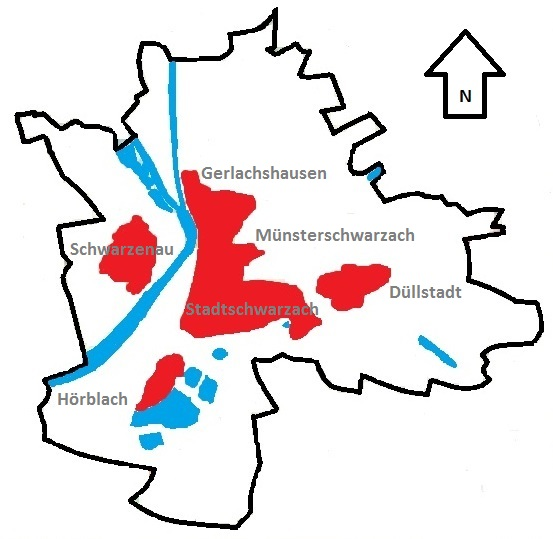
A részei

Az önkormányzati reform 1973-as befejezése óta Schwarzach am Main közössége összesen hat faluból áll:
- Düllstadt
- Gerlachshausen
- Hörblach
- Münsterschwarzach
- Schwarzenau
- Stadtschwarzach

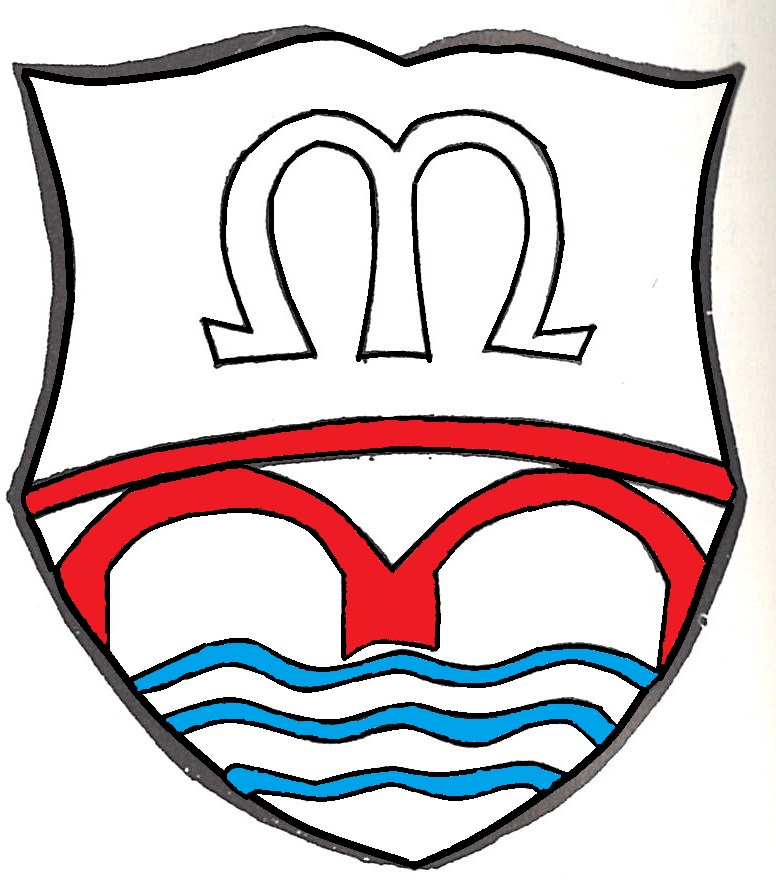
A münsterschwarzachi címere
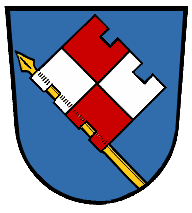
A stadtschwarzachi címere
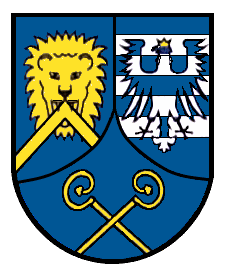
Az apátság címere

## Népesség
A település népessége az elmúlt években az alábbi módon változott:
| Lakosok száma | 3010 | 3148 | 3550 | 3530 | 3516 | 3574 | 3621 | 3628 | 3671 | 3683 |
|               | 1970 | 1975 | 2011 | 2012 | 2014 | 2015 | 2017 | 2019 | 2022 | 2023 |

## Kultúra és látnivalók
- Münsterschwarzachi apátság